# Rohbau (Automobilfertigung)
Als Rohbau wird im Bereich der Automobilfertigung der Prozess des Zusammenfügens von Blechteilen aus dem Presswerk zur Rohkarosserie beschrieben. Zusätzlich dient der Begriff auch zur Beschreibung des Zustands des Automobils nach diesem Prozess. Im englischen Sprachgebrauch wird auch der Begriff Body in white verwendet.

## Beschreibung

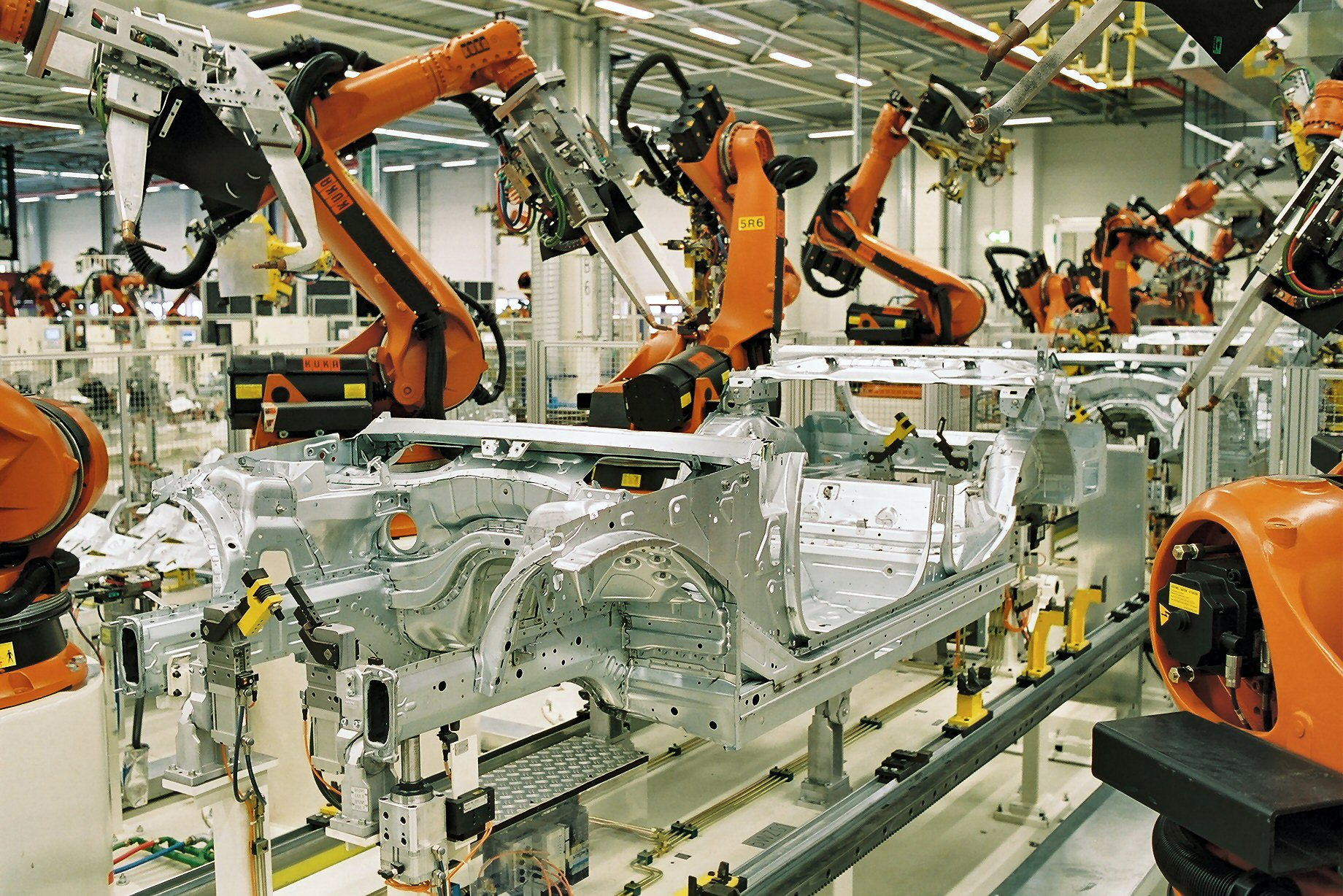
KUKA Roboter im Karosseriebau des BMW Werk Leipzig beim Zusammenbau der Bodengruppe für einen 3er BMW (hier BMW E90)

Im Rohbau werden die Blechteile aus dem Presswerk häufig durch Punktschweißen, aber auch durch Bahnschweißen oder Druckfügen verbunden. Immer öfter kommen auch andere Verfahren wie Nieten (z. B. bei Aluminium/Stahl-Verbindungen) und Kleben (zur Unterstützung der Schweißverbindungen (Punktschweißkleben) aber auch als einzige Verbindung) zum Einsatz. Im Rohbau wird typischerweise eine hohe Anzahl an Industrierobotern eingesetzt.
Die Karosseriefertigung im Rohbau kann in die folgenden sieben Hauptgruppen untergliedert werden:
- Bodengruppen-/Motorraumfertigung
- Seitenwandfertigung
- Dachautomation
- Türenstraße
- Bocklinie
- Montageband
- Finishband

Darüber hinaus arbeiten mehrere Abteilungen in peripheren Bereichen:
- Eingangsinspektion
- Musterinspektion
- Qualitätskontrolle
- Materialhandling und Logistik

Fachabteilungen unterstützen die Produktionsmitarbeiter bei technischen Störungen oder bei Qualitätsproblemen, z. B.:
- Zentralwerkstätten, elektrisch und mechanisch
- Roboterwerkstatt
- Pneumatikwerkstatt
- Schweißteam
- Elektronik und Netzwerke
- Werkstatt für Flurförderfahrzeuge

## Anforderungen an den Rohbau
An den Rohbau werden zahlreiche, teils gegenläufige Anforderungen gestellt. Direkte Anforderungen z. B. die Lage der Eigenfrequenzen, werden unmittelbar von der Ausprägung der Karosserie beeinflusst. Indirekte Anforderungen, z. B. aus den Anforderungen an das Gesamtfahrzeug müssen aus diesen abgeleitet und auf die Karosserie übertragen werden. So kann beispielsweise der Energieverbrauch über Leichtbaumaßnahmen der Karosserie positiv beeinflusst werden. Eine weitere Möglichkeit Anforderungen an den Rohbau zu gliedern ist nach Braess und Seifert die Aufteilung in kundenrelevante und produktionsrelevante Kriterien.
| Hohe passive Sicherheit      | Einfache Herstellbarkeit              |
| Geringer Kraftstoffverbrauch | Niedrige Herstellkosten               |
| Hoher Komfort                | Einfache Zugänglichkeit (Herstellung) |
| Hohe Funktionalität          | Hohe Prozessfähigkeit                 |
| Hohe Qualität                | Geringer Werkstoffeinsatz             |
| Hohe Lebensdauer             | Einfache Montagefolge                 |
| Geringer Preis               | Hohe Steifigkeit                      |
| Geringe Reparaturkosten      | Hohe Eigenfrequenzen                  |
| Niedriger Geräuschpegel      | Niedrige Versicherungseinstufung      |
| Hohes Ladevolumen            | Hohe Funktionalität                   |
| Hohe Reichweite              | Geringes Gewicht                      |